# Xian autonome yao de Fuchuan
Le xian autonome yao de Fuchuan (富川瑶族自治县 ; pinyin : Fùchuān yáozú Zìzhìxiàn) est un district administratif de la région autonome du Guangxi en Chine. Il est placé sous la juridiction de la ville-préfecture de Hezhou.

## Démographie
La population du district était de 312 800 habitants en 2010.